# Târgu Lăpuș
Târgu Lăpuș (pronunciat en romanès: [ˌTɨrɡu ləˈpuʃ]; en hongarès: Magyarlápos; alemany: Laposch) és una ciutat al costat del riu Lăpuș que es troba del comtat de Maramureș, al nord de Transsilvània (Romania). El 2011 tenia 11.744 habitants. D’aquests, el 86,5% eren romanesos, el 12,4% hongaresos i l’1% gitanos. El 74,5% pertanyia a l'església ortodoxa romanesa, el 10,1% a l'església reformada, el 7,3% era pentecostal, el 4% grec-catòlic i el 2,7% catòlic.
La ciutat administra tretze pobles: Boiereni (Boérfalva), Borcut (Borkút), Cufoaia (Kohópatak), Dămăcușeni (Domokos), Dobricu Lăpușului (Láposdebrek), Dumbrava (Kisdebrecen), Fântânele (fins que 1960 Poiana Porcului; Lápospataka), Groape (Groppa), Enău (Ünőmező), Răzoare (Macskamező), Rogoz (Rogoz), Rohia (Rohi) i Stoiceni (Sztojkafalva).
L'església dels Sants Arcàngels del poble de Rogoz és una de les vuit esglésies de fusta de Maramureș catalogades per la UNESCO com a patrimoni de la humanitat. Entre els edificis històrics de la ciutat també hi ha l'església catòlica romana (1752), l'església calvinista (1839), l'església ortodoxa (1906-1912), l’antiga escola (1858) i l’antic ajuntament, ara dispensari (segle XIX). El monestir de Rohia també es troba dins dels límits de la ciutat.

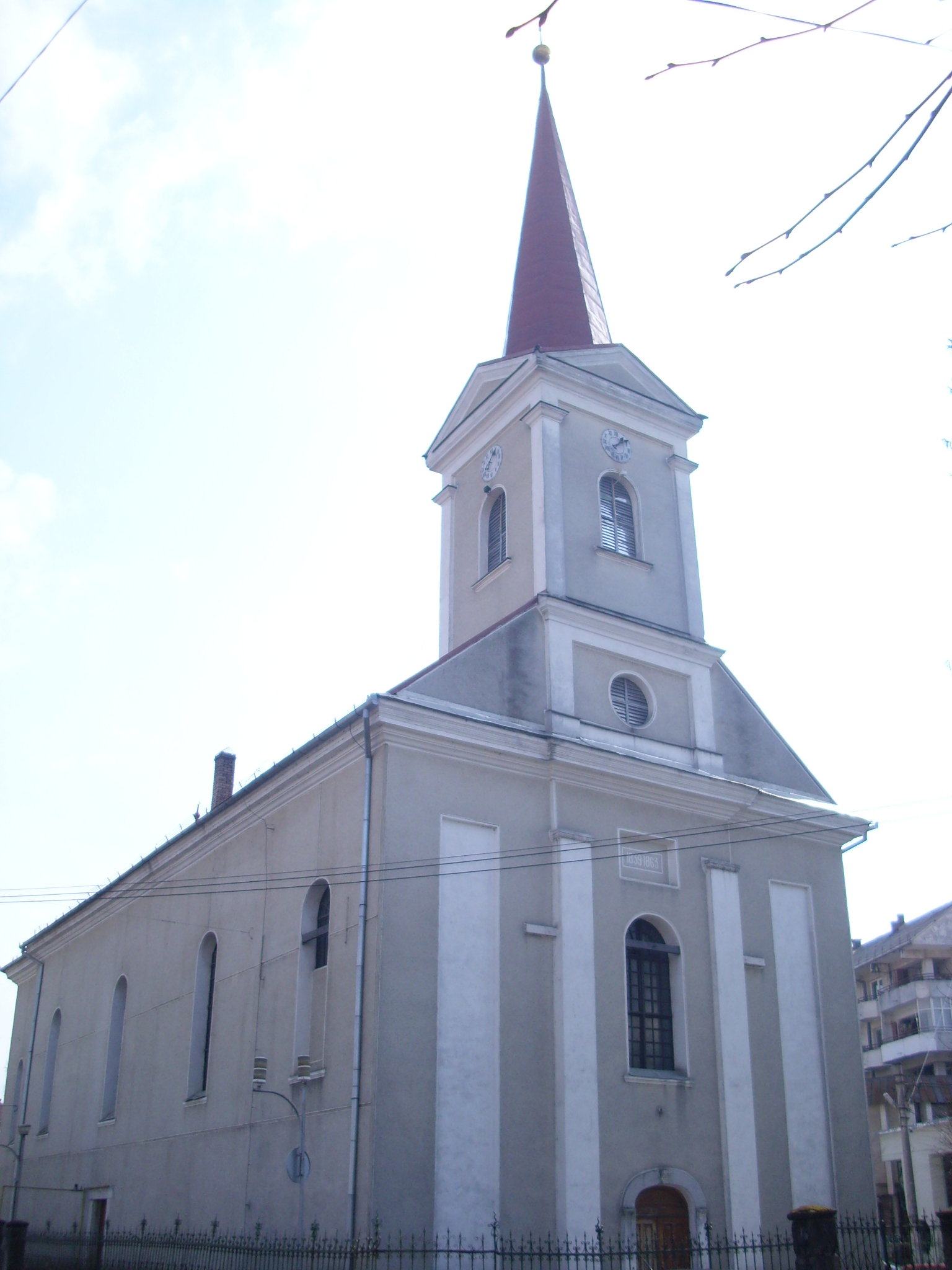
Església reformada (segle xviii)
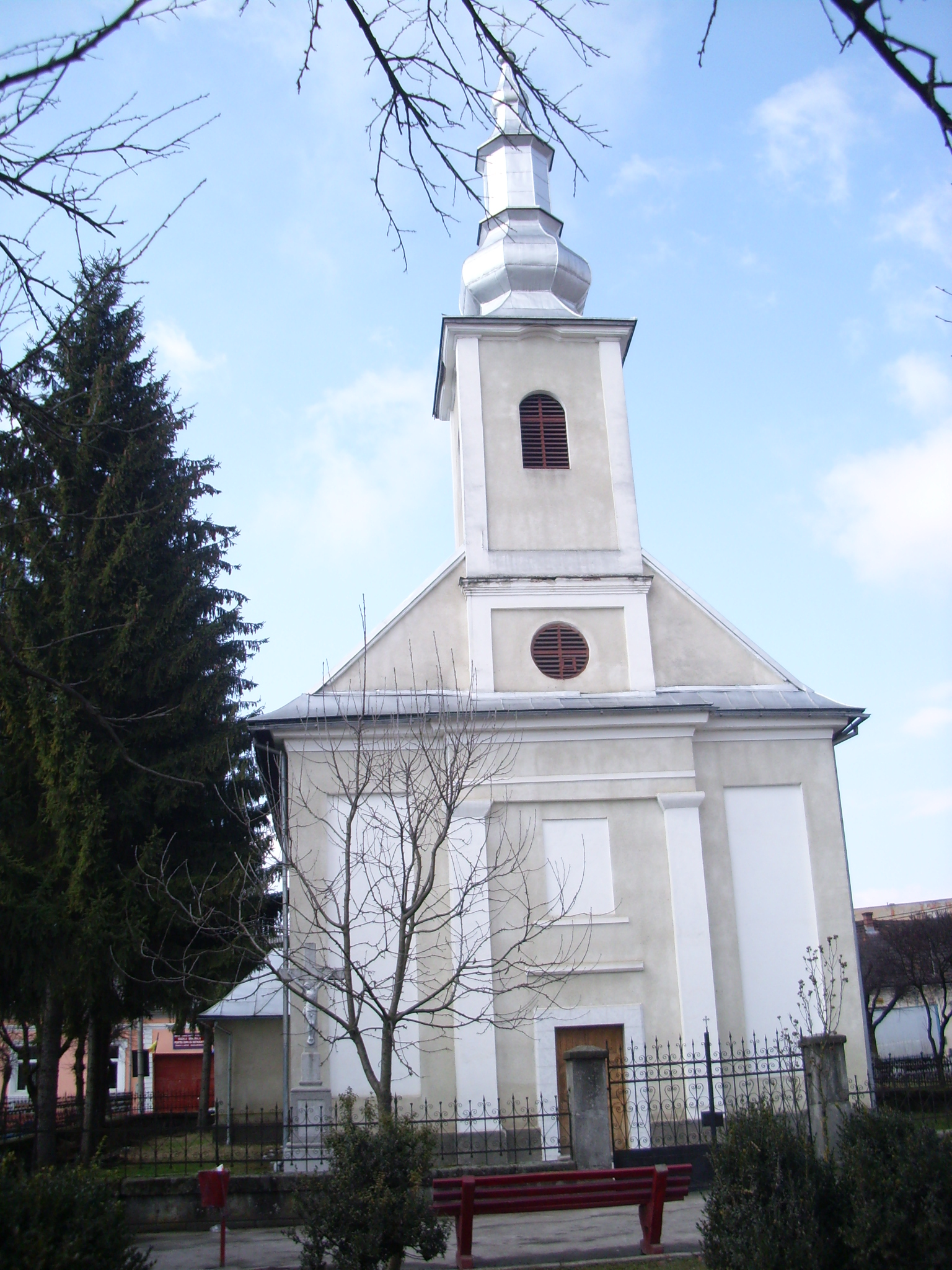
Església catòlica romana (1831)
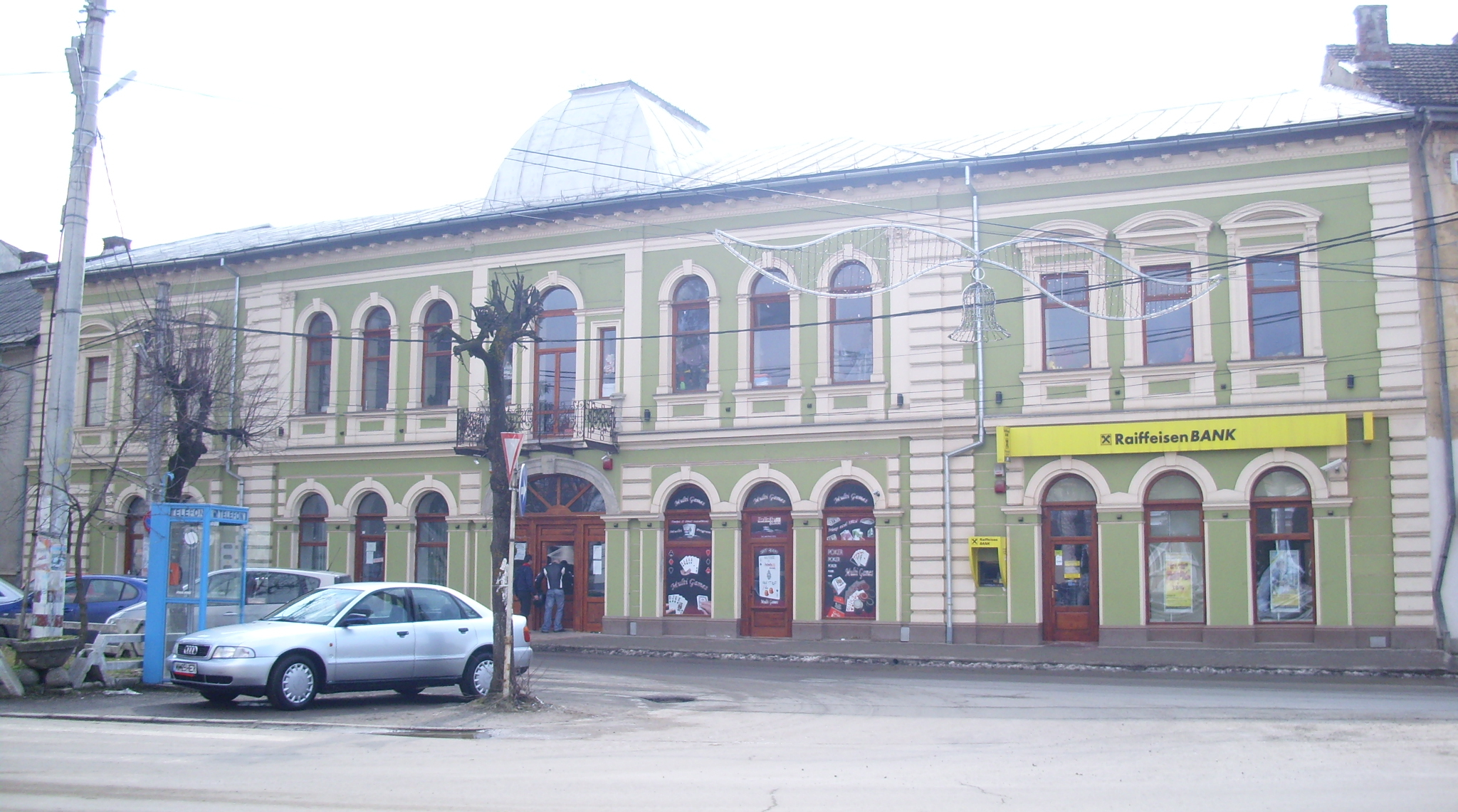
Vella escola (1858)
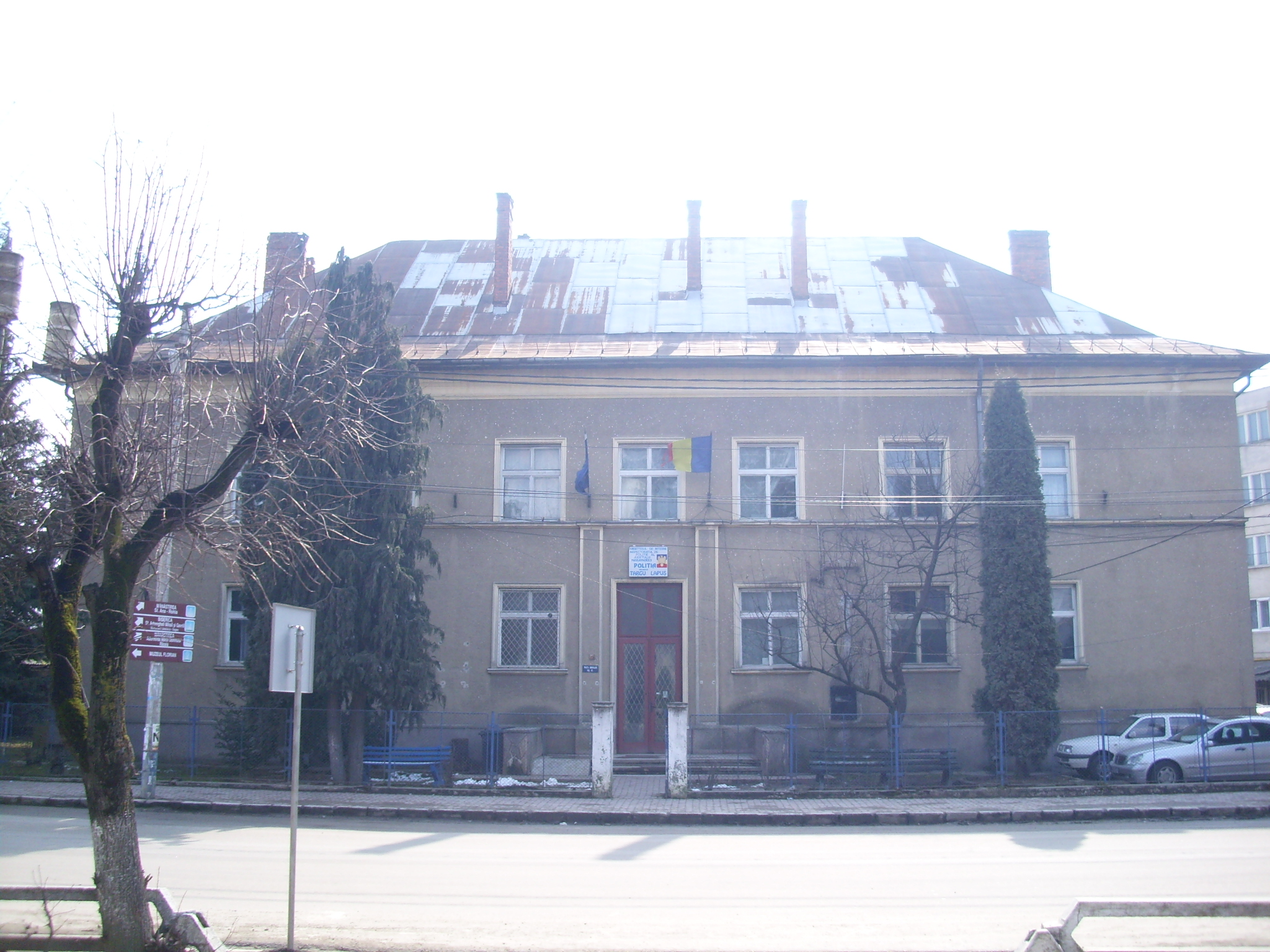
Comissaria de policia i antic ajuntament (segle XIX)

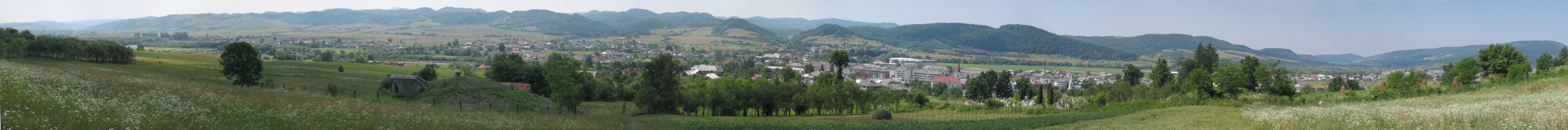
Panorama de Târgu Lăpuş